# Mario Saint-Supery
Mario Saint-Supery Fernández (Malaga, 14 aprile 2006) è un cestista spagnolo.

## Carriera

### Squadra
Cresciuto nel settore giovanile del Málaga, ha esordito in prima squadra il 16 marzo 2022, nella partita di Basketball Champions League persa per 86-68 contro Ostenda, diventando così il più giovane debuttante della storia del club. Tre giorni più tardi è invece diventato il quinto esordiente più giovane della storia della Liga ACB, all'età di 15 anni, 11 mesi e cinque giorni. Il 23 agosto 2023 firma il primo contratto professionistico con gli andalusi, di durata quinquennale; il 24 gennaio 2024 viene ceduto fino al termine della stagione al Tizona Burgos. Il 7 agosto seguente passa, sempre in prestito, al Manresa, con cui disputa un'ottima stagione a livello individuale, venendo inserito nel miglior quintetto di giovani del campionato.
Il 30 giugno 2025 si svincola dal Málaga e si trasferisce ai Gonzaga Bulldogs.

### Nazionale
Ha esordito con la nazionale spagnola il 22 novembre 2024, nella partita di qualificazione all'Europeo 2025 vinta per 84-71 contro la Slovacchia, diventando così il settimo più giovane debuttante della storia della selezione iberica.

## Palmarès
- Copa del Rey: 1

Málaga: 2023